# دیدار با احمقان
دیدار با احمقان (به انگلیسی: Meet the Feebles) فیلمی ۹۷ دقیقه‌ای به کارگردانی پیتر جکسون با بازی مارک هادلو است.